# Pentagrami
I Pentagrami sono un gruppo musicale italiano formatosi nel 2004 a Domodossola.

## Storia del gruppo
Il primo album del gruppo, intitolato col nome stesso della band e composto da sei brani originali, è stato pubblicato dalla Pirames International nel 2006. Prima di quell'anno, il gruppo si è cimentato in occasionali cover e rimaneggiamenti di brani di altri cantautori italiani (tra cui Fabrizio De André, Ivano Fossati e Franco Battiato). Ogni brano del gruppo è scritto da Mauro Olzeri, anche chitarrista e solista.
A distanza di tre anni dal primo disco, nel 2009 il gruppo crea un nuovo album (pubblicato questa volta da Videoradio) intitolato Fra stelle e nuvole, contenente 12 brani originali. Solo un anno più tardi, nel 2010, viene pubblicato Jorge, un EP composto da tre brani, a seguito dell’evento del centenario della morte del primo trasvolatore delle alpi che si è svolto a settembre 2010 nella città di Domodossola e in contemporanea con la città di Lima in Perù e in memoria di Jorge Chávez Dartnell. Il brano è stato inciso in due lingue, Jorge (in spagnolo) e Geo (in italiano).
Nel 2012 i Pentagrami pubblicano il singolo Il dono, vincitore del contest "Pressione Sonora 2011" ed edito da Toast Records; nello stesso anno compongono ed eseguono dal vivo la colonna sonora originale per "Johnny, mio fratello", spettacolo teatrale sulla donazione del midollo osseo che viene proposto nei teatri italiani, successivamente adattato in cortometraggio e presentato alla XV Edizione del Festival Internazionale Fiaticorti, dove si aggiudica il premio della critica.
Nel 2013 il brano Tutto in un momento è stato inserito nella compilation In memory of Nasiriyah, realizzata per celebrare il decennale dell’attentato, con la partecipazione tra gli altri di Nomadi, Matia Bazar e Paolo Vallesi.
Nel 2015 pubblicano Cover, compilation di brani di artisti celebri italiani, rivisitati e reinterpretati.
Nel 2019 pubblicano l'album Terra e tribù, con la partecipazione straordinaria di Vic Vergeat e Paolo Pasqualin, presentato in diretta Nazionale sulla TV svizzera italiana.

### Origine del nome
L'origine del nome Pentagrami è stato spiegato con queste parole dal gruppo stesso:

## Formazione

### Formazione attuale
- Mauro Olzeri – chitarra acustica, voce, cori (2004-presente)
- Cristian Porcu – tastiera, voce, cori (2004-presente)
- Fabio "Il Conte" Mellerio – basso, voce, cori (2004-presente)
- Paolo Beltrametti – batteria (2004-presente)

### Ex componenti
- Roberto Pangallo – violino, violino elettrico (2004-2007)
- Gianluca Visalli – violino, violino elettrico (2007-2012)

## Discografia
- Pentagrami (2006)
- Fra stelle e nuvole (2009)
- Jorge (2010)
- Il dono (2013)
- Johnny, mio fratello - Musiche dallo spettacolo teatrale (2015)
- Cover (2015)
- Terra e Tribù (2019) con la partecipazione straordinaria di Vic Vergeat e Paolo Pasqualin